# Бужевич Абрам Йосипович
Абрам (Авраам) Йосипович (Іосев-Беров) Бужевич (нар. 4 травня 1898, Богопіль — пом. 1985, Одеса) — історик євреїв.

## Життєпис
Народився 4 травня 1898 року в містечку Богопіль, волосному центрі Балтського повіту Подільської губернії Російської імперії (нині — місто Первомайськ Миколаївської області).
Середню освіту здобув в Одесі, де закінчив вісім класів у гімназії І. Раппопорта. В 1917–1921 роках працював викладачем історії в школі та дитячому будинку № 3. 
В 1918 році вступив на історико-філологічний факультет Новоросійського університету, з реорганізацією якого у  1920 році , став студентом Одеського гуманітарно - соціального  інституту. Після річного існування останнього, у  1921 - 1925  роках навчався на соціально-історичному відділені факультету професійної освіти Одеського інституту народної освіти.
З отриманням фахової освіти,  викладав у вищих навчальних закладах Одеси, в тому числі в Одеському інституті народної освіти,  в якому від 1927  року в єврейського секторі керував педагогічною практикою та викладав історію класової боротьби. 
Брав участь у роботі декількох наукових установ: член соціально-історичної секції Одеської комісіі краєзнавства при Всеукраїнській Академії Наук та гуртка єврейської історії. Був науковим співробітником Історичного товариства при єврейському секторі Одеського інституту народної освіти та музею єврейської культури ім. Менделе-Мойхер-Сфорим, працівником Одеського обласного краєзнавчого музею. В останньому працював у 1932 - 1937 роках та після війни. 
У повоєнний період працював старшим науковим співробітником музею оборони Одеси. Про післявоєнний період життя дані відсутні. За спогадами С. Борового мешкав в Одесі.
Помер у 1985 році в Одесі.

## Наукові інтереси
Основним напрямком наукових інтересів була єврейська тематика — історія євреїв у Росії в ХІХ-ХХ ст. Він був одним із перших, хто почав вивчати цю тематику. На засіданнях Історичного товариства він виступав з доповіддю про групи єврейської самооборони, у роки громадянської війни. Однією з небагатьох праць була невелика стаття про єврейські землеробські колонії, які створювались на Одещині у другій половині ХІХ ст.

#### Праці
- Одеські євреї наприкінці 1870-х і початку 1880-х років: Доп. 29 лютого 1928 р. // Вісник Одеської комісії краєзнавства при ВУАН. — Ч. 4-5. Секція соціально-історична. — Одеса, 1929.